# TVORCHI
TVORCHI és un grup de música ucraïnès fundat el 2017 a Ternòpil per Andrí Hutsuliak i Jimoh Augustus Kehinde, estudiants de la Universitat Nacional Mèdica de Ternòpil.
El 2017 el duo va publicar els senzills Slow i You, seguit pel primer àlbum The Parts. A dia d'avui han publicat tres àlbums més, Disco Lights (2019), 13 Waves (2020) and Road (2020).
El 17 de desembre del 2022, TVORCHI va participar en Vidbir, la preselecció ucraïnesa pel Festival de la Cançó d'Eurovisió. Van guanyar amb la cançó Heart of Steel i van representar el seu país en el Festival de la Cançó d'Eurovisió 2023, que se celebrà a la ciutat britànica de Liverpool.

## Discografia
- 2018 – The Parts
- 2019 – Disco Lights
- 2020 – 13 Waves
- 2021 – Road